# City-S-Bahn, Berlin
City-S-Bahn, Berlin även kallad S21 är en ny järnväg genom centrala Berlin och en pendeltågstunnel för Berlin S-bahn under Berlins centrala delar. Den är under byggnation för att få en genomgående förbindelse i centrala staden mellan Westhafen station och Wedding station i nord och Südkreuz i syd via Berlin Hauptbahnhof och Europacity. Tunneln öppnas i etapper, varav en första del planeras att bli klar 2025 mellan Westhafen/Wedding - Hauptbahnhof. Etappen som öppnas därefter kommer att gå ihop med Berlin Nord-Süd-Tunnel och ansluta Potsdamer Platz för att sedan föras vidare till Gleisdreieck där man kan byta till tunnelbana. Nya S-bahnstationer som kommer att byggas är Perleberger Brücke, underjordiska stationen Hauptbahnhof samt Gleisdreieck. Vid Potsdamer Platz kommer tunneln ansluta två av de fyra spår som redan finns på S-bahnstation Potsdamer Platz.
| Straight track | Straight track |

| Unknown BSicon "SBHF" | Straight track |

| Straight track | Unknown BSicon "SBHF" |

| Unknown BSicon "xABZgl" | Unknown BSicon "xABZgr" |

| Unknown BSicon "exBS2l" | Unknown BSicon "exBS2r" |

| Unknown BSicon "exSHST" |

| Unknown BSicon "extSTRa" |

| Unknown BSicon "extTSBHF" |

| Unknown BSicon "extSTR" |

| Unknown BSicon "tABZg+l" |

| Unknown BSicon "tSBHF" |

| Unknown BSicon "tABZgl" |

| Unknown BSicon "extSTRe" |

| Unknown BSicon "exSHST" |

| Unknown BSicon "exBS2+l" | Unknown BSicon "exBS2+r" |

| Unknown BSicon "xABZg+l" | Unknown BSicon "xABZg+l" |

| Unknown BSicon "SHST" | Unknown BSicon "SHST" |

| Straight track | One way leftward |

| Unknown BSicon "BS2l" | Unknown BSicon "BS2c3" |

| Unknown BSicon "SHST" |

| Unknown BSicon "xABZgr" |

| Unknown BSicon "xABZg+r" |

| Unknown BSicon "TSBHFo" |

| Straight track | Straight track |

| Unknown BSicon "SBHF" | Straight track |

| Straight track | Unknown BSicon "SBHF" |

| Unknown BSicon "xABZgl" | Unknown BSicon "xABZgr" |

| Unknown BSicon "exBS2l" | Unknown BSicon "exBS2r" |

| Unknown BSicon "exSHST" |

| Unknown BSicon "extSTRa" |

| Unknown BSicon "extTSBHF" |

| Unknown BSicon "extSTR" |

| Unknown BSicon "tABZg+l" |

| Unknown BSicon "tSBHF" |

| Unknown BSicon "tABZgl" |

| Unknown BSicon "extSTRe" |

| Unknown BSicon "exSHST" |

| Unknown BSicon "exBS2+l" | Unknown BSicon "exBS2+r" |

| Unknown BSicon "xABZg+l" | Unknown BSicon "xABZg+l" |

| Unknown BSicon "SHST" | Unknown BSicon "SHST" |

| Straight track | One way leftward |

| Unknown BSicon "BS2l" | Unknown BSicon "BS2c3" |

| Unknown BSicon "SHST" |

| Unknown BSicon "xABZgr" |

| Unknown BSicon "xABZg+r" |

| Unknown BSicon "TSBHFo" |

## Linjer
De linjer som är planerade att använda den nya S-bahnsträckan City-S-Bahn är nya linje S15 från Hauptbahnhof - Gesundbrunnen (2025) för att senare föras vidare till Frohnau. S46 kommer förlängas från dagens slutstation Westend till Hauptbahnhof och S85 kommer avslutas vid Hauptbahnhof. Längre fram ska en linje från Gartenfeld till Hauptbahnhof trafikera  då Siemensbahn återöppnar. Linjerna kan i framtiden gå vidare genom tunneln och passera innerstan då den blir helt klar.
| Linje | Sträcka                                                                              |
| ----- | ------------------------------------------------------------------------------------ |
|       | Frohnau – Waidmannslust – Gesundbrunnen – Hauptbahnhof                               |
|       | Gartenfeld – Jungfernheide – Westhafen – Hauptbahnhof                                |
|       | Königs Wusterhausen – Jungfernheide – Westhafen – Hauptbahnhof                       |
|       | Flughafen Berlin Brandenburg – Schöneweide – Ostkreuz – Gesundbrunnen – Hauptbahnhof |

## Stationer

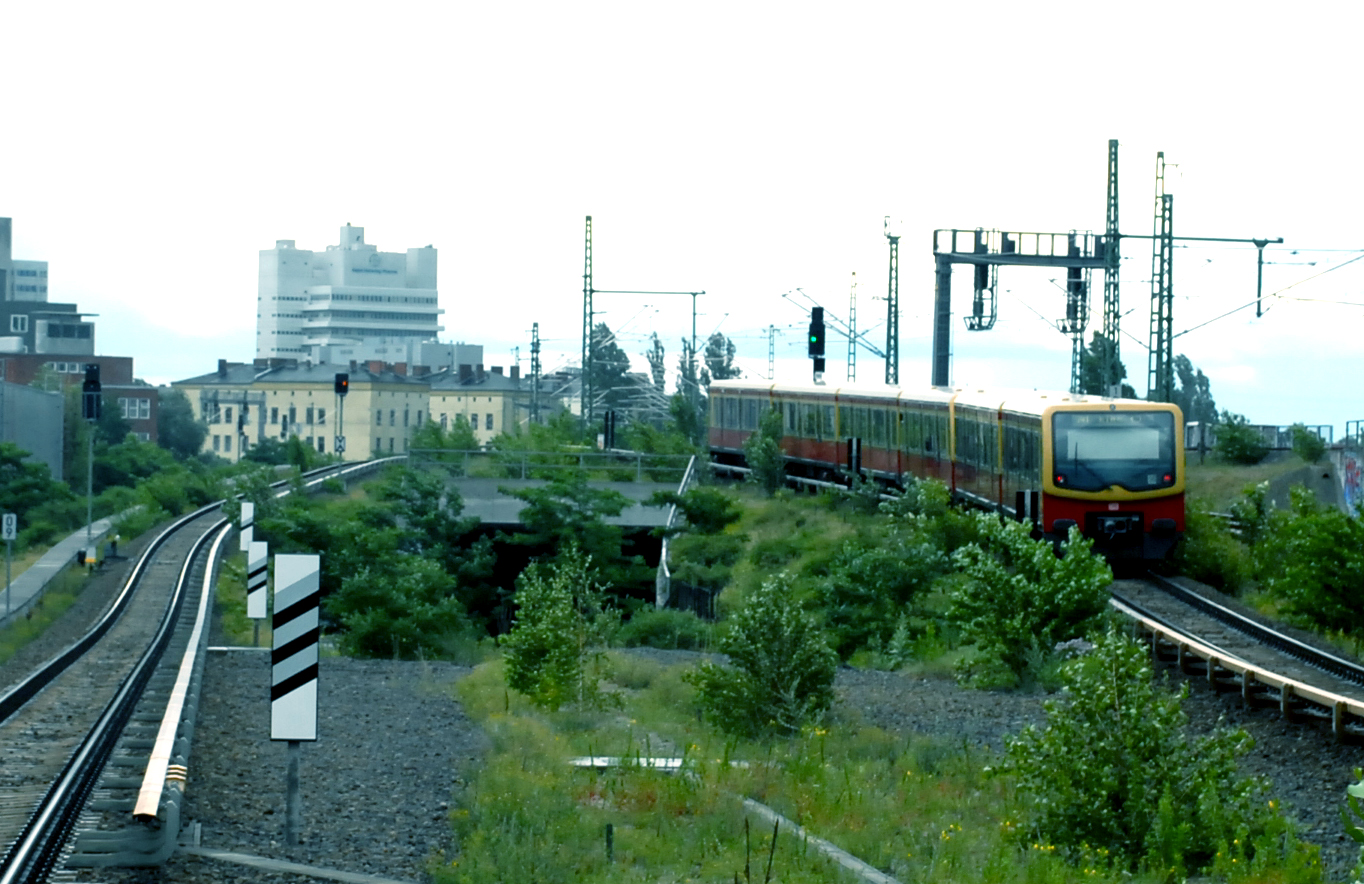
Tunnel från Westhafen mot Hauptbahnhof
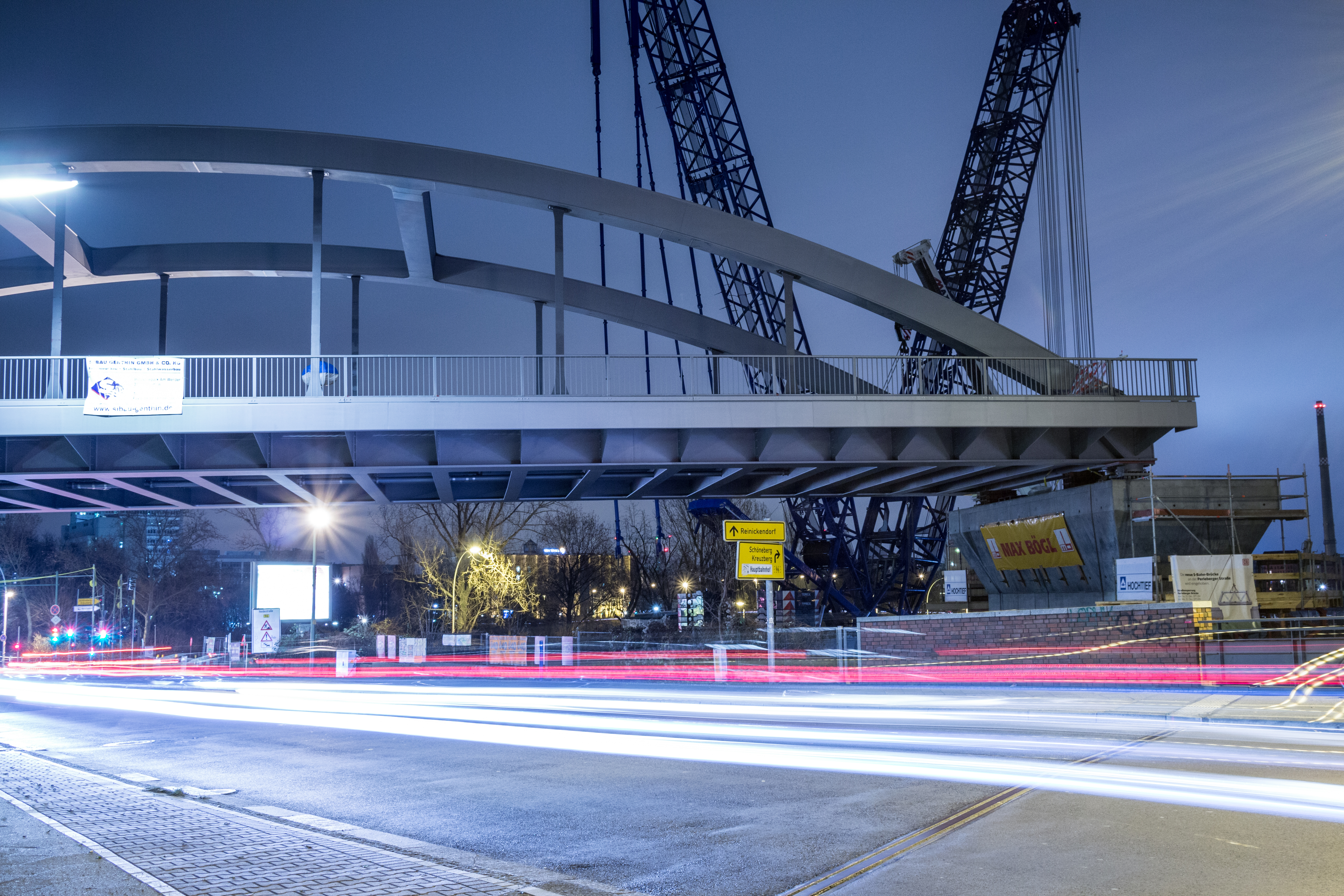
Perleberger Brücke
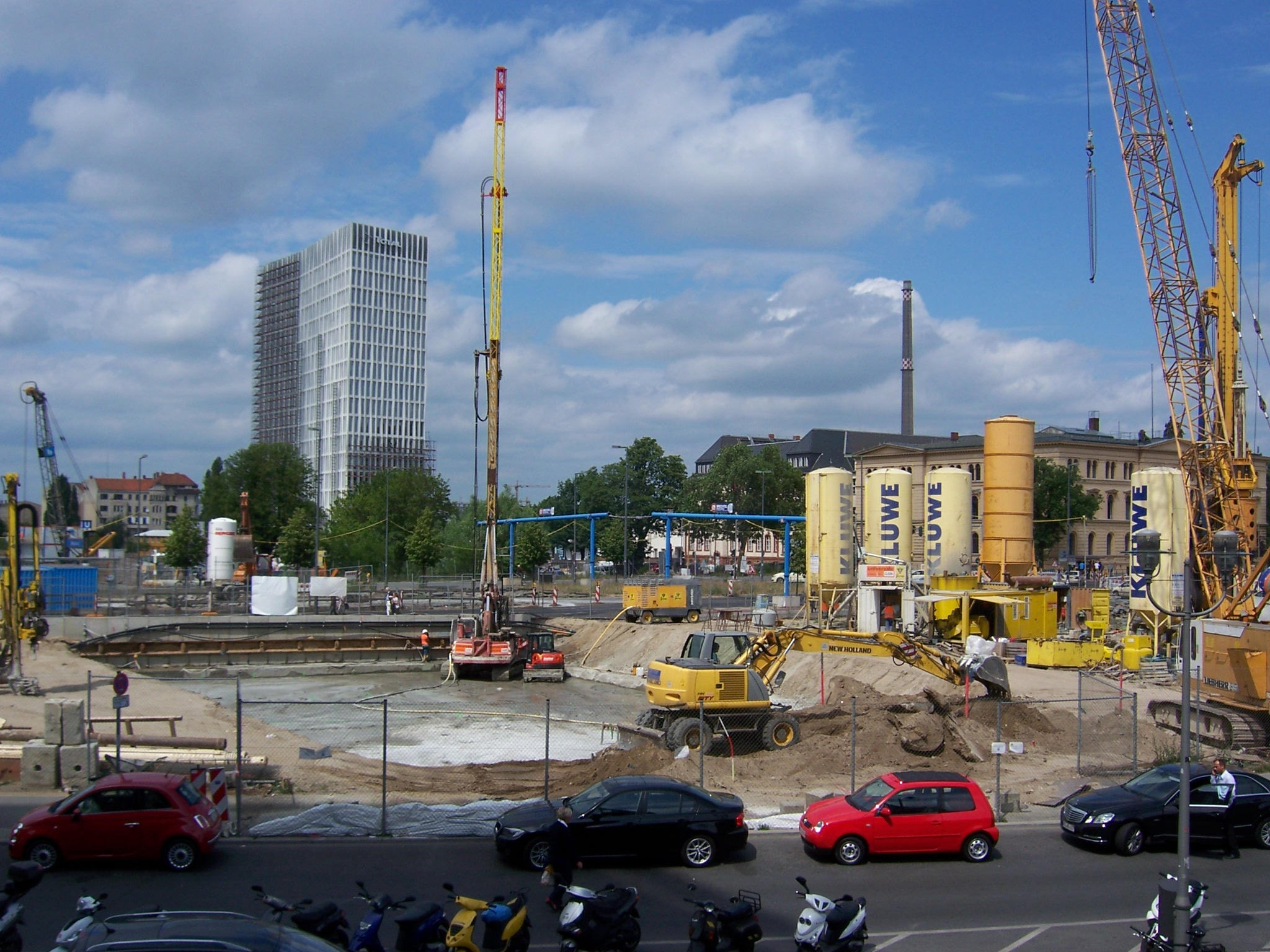
Byggnation av tunneln norr om Hauptbahnhof
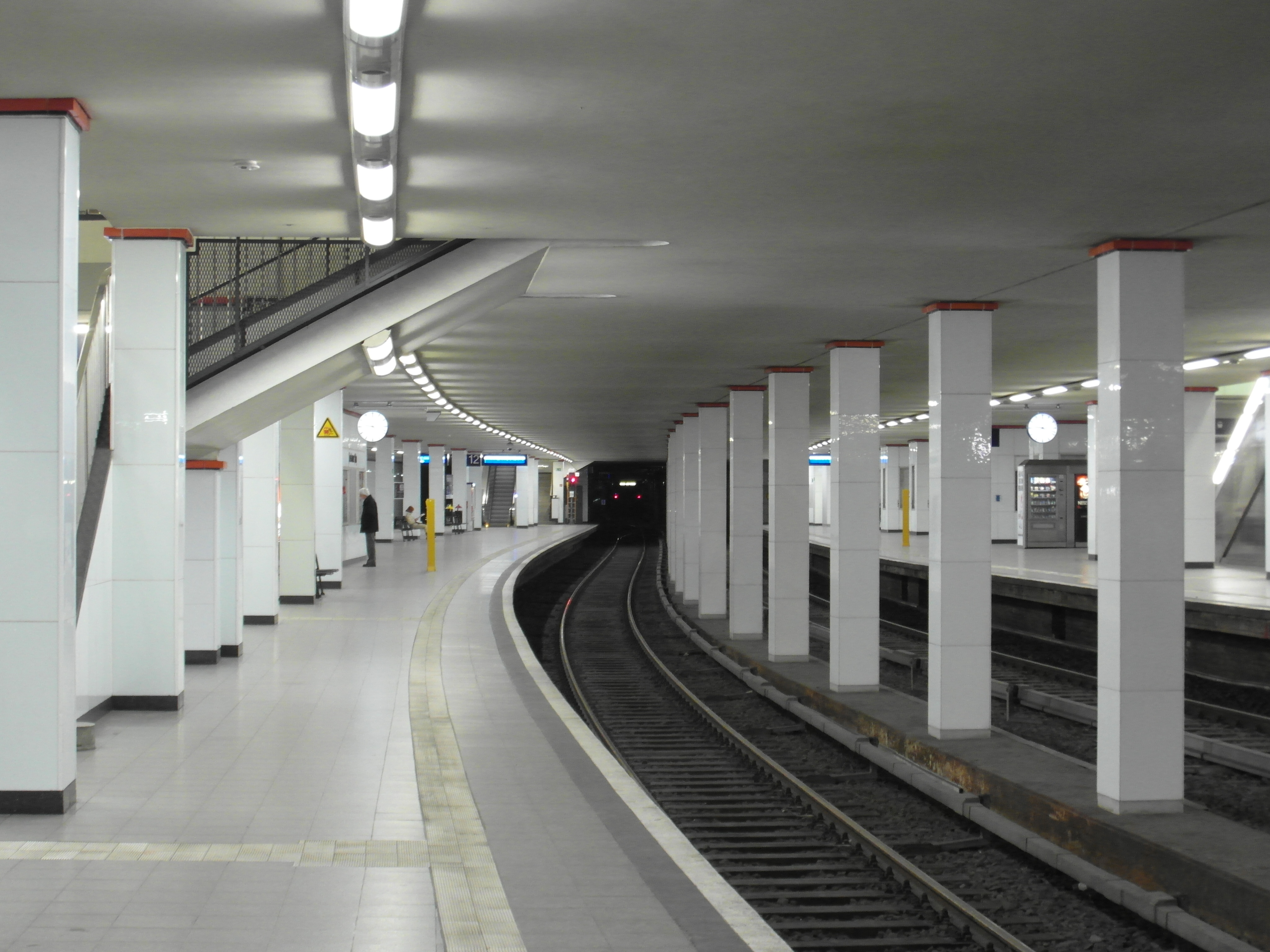
City-S-Bahn kommer att ansluta till nuvarande stationen Potsdamer Platz
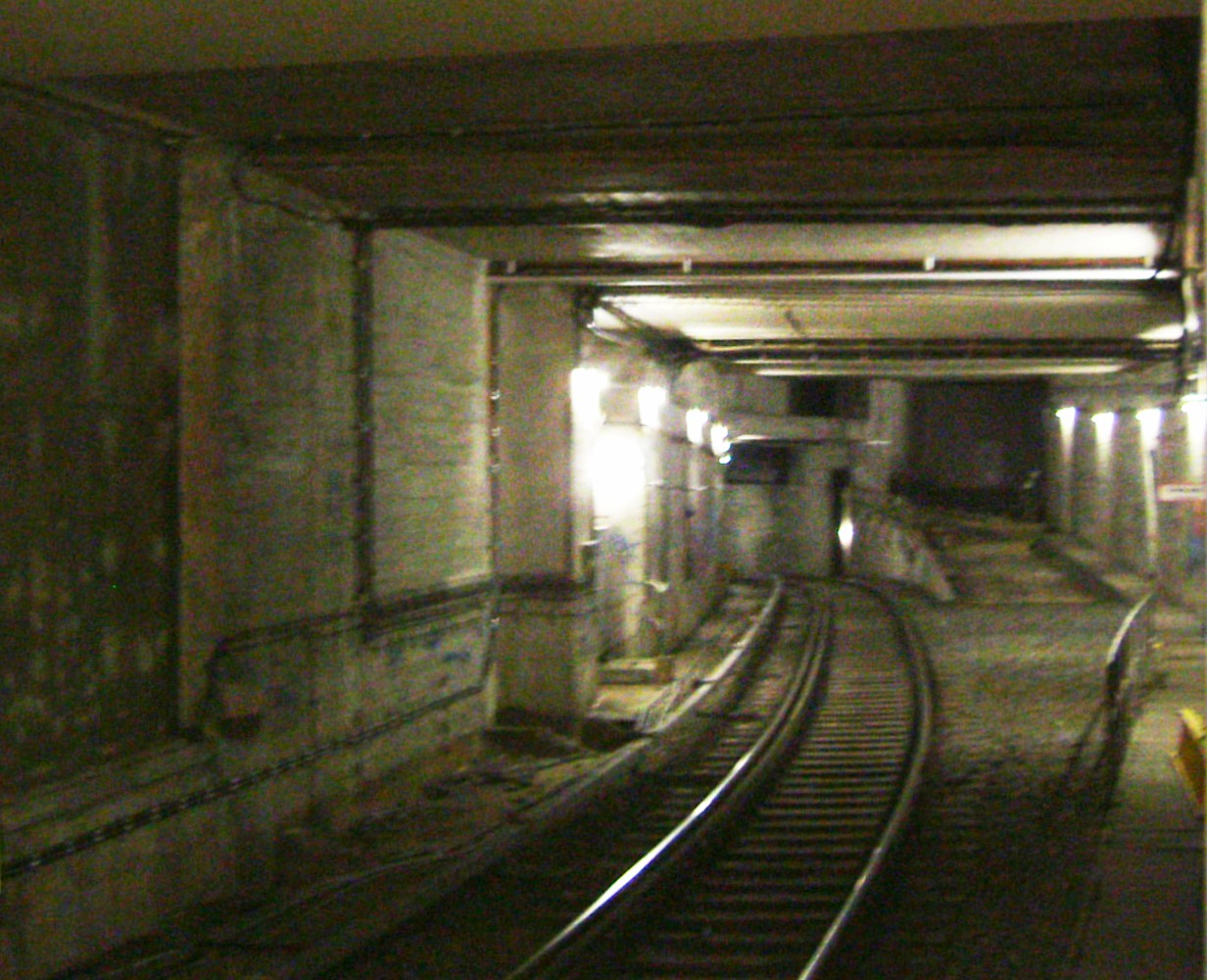
Till höger i nuvarande Nord-Süd-Tunnel kommer ett spår att byggas till City-S-Bahn
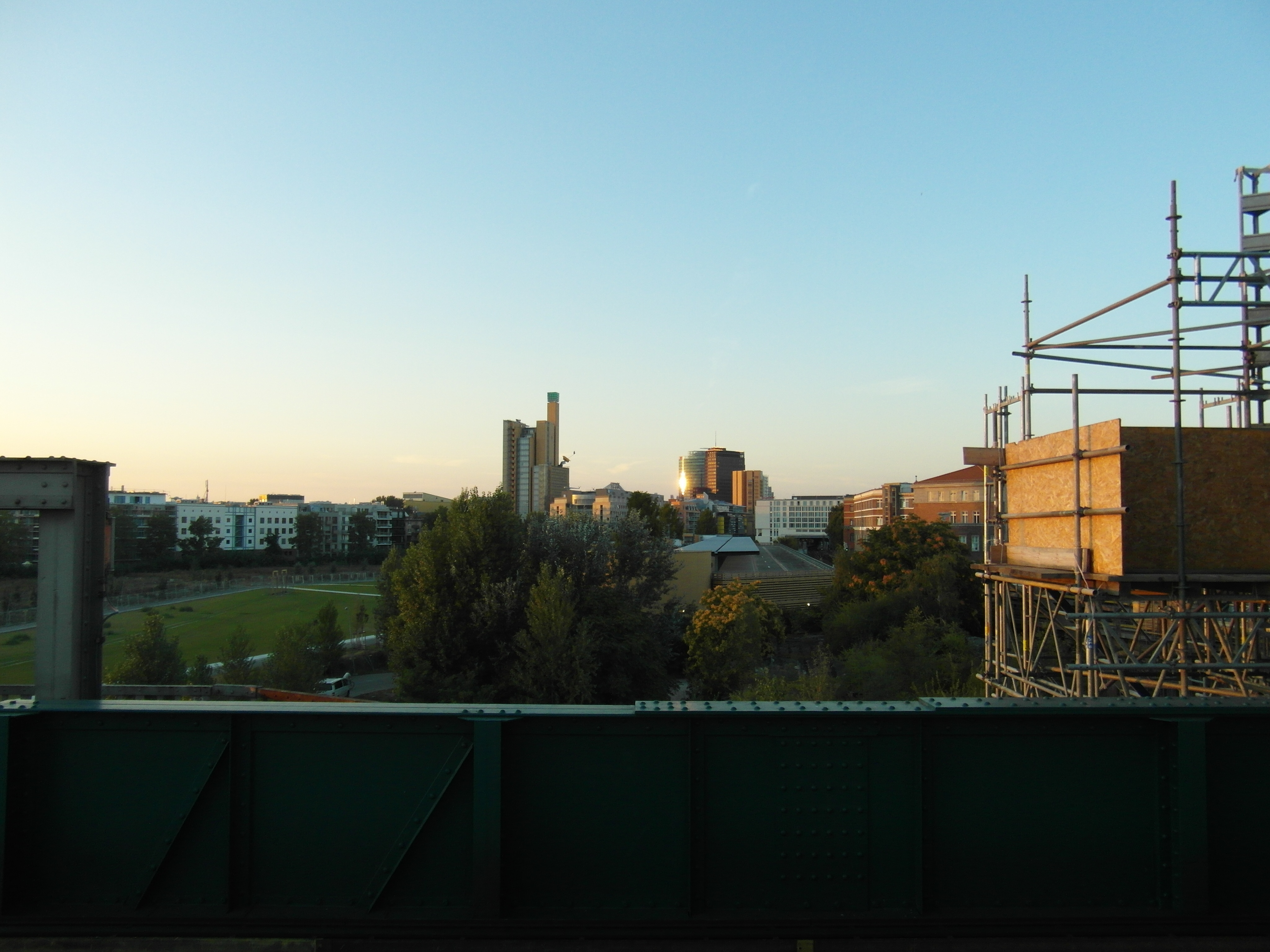
Här kommer City-S-Bahn, Berlin att gå, mellan Potsdamer Platz och Gleisdreieck